# Базилики
Базиликите или Василиките (на гръцки: τὰ Βασιλικά) са средновековен свод на византийското право навлязъл във всеобщата юриспруденция от 11 век, който навлязъл и в българската юриспруденция и средновековно право от края на Първата българска държава и с византийското владичество.
Състои се от 60 книги в органична и систематична цялост, работата над съставянето на които започнала при император Василий I Македонец и била завършена при сина му Лъв VI Философ.

## История на съставянето и характеристики
Базиликите за разлика от предходните византийски източници инкорпорирал както светското, така и църковното право. В този смисъл в него намерила отражение и победата на иконопочитателите пред иконоборците. В началото на византийския ренесанс на преден план излязло решаването на проблема с юриспруденцията и правоприлагането във Византия. От една страна иконоборческата Еклога на Лъв III била неприемлива за обществото и в частност за православната църква, а от друга от разпръснатия сборник Corpus Iuris Civilis единствено намирали приложение Юстиниановите новели. От времето на император Ираклий до втората половина на 9 век, латинският език бил изместен окончателно от употреба от византийския. В съдебната си практика византийският съд се облягал и на различни авторитетни коментари Corpus Iuris Civilis, често и противоречащи си. Всички тези исторически сложили се обстоятелства налагали в спешен порядък съставянето на нов кодифициран свод като източник на византийското право. 
При това състояние на византийската юриспруденция и правоприложение, още с встъпването си на престола Василий I заповядал „ревизия на древните закони“ (на гръцки: Ανακάθαρσις τών παλαιών νομων) с цел установяване на противоречията помежду им, както и с оглед съставянето на ръководство по право за облекченото им изучаване. В резултат от този императорски акт излязъл Прохирона. След него излязъл и византийски сборник със закони в 40 книги, който не е запазен, но причината за това по всяка вероятност е че не бил обнародван, т.е. може би – одобрен като такъв. След този сборник излиза Епанагогата. 
Базиликите са базират и стъпват основно на предходното римско-византийско право на Corpus Iuris Civilis.
Всяка от 60-те книги се състои от титули (на гръцки: τίτλα), числото на които във всяка книга е различно, а общия брой на титулите във всичките 60 книги е 630. Титулите от своя страна се разпадат на глави (на гръцки: κεφάλαια), които от своя страна се поделят на параграфи (на гръцки: θέματα). Има случаи когато отделни параграфи във Василиките са точни копия на параграфи от Дигести.
Базиликите са снабдени и със схолии, от които е заимствана и съвременната отрицателна конотация към израза схоластика.  Схолиите са учебни коментари (на гръцки: σχόλιον първоначално „учебен коментар“ от на гръцки: σχολή „отдих, училище“) и понякога наместо да улесняват усвояването на текста, го затрудняват.